# غارث بروكس
ترويال غارث بروكس (ولد في 7 من فبراير 1962م) هو فنان أمريكي اشتهر بالموسيقى الريفية. وقد تم إصدار ألبومه الأول المسمى على اسمه في 1989م وحقق أعلى ثاني مبيعات في قائمة ألبومات الموسيقى الريفية الأمريكية، بينما حاز المرتبة الثالثة عشر في قائمة بيلبورد لأفضل 200 ألبوم. نجح بروكس من خلال دمج عناصر الروك في تسجيلاته وعروضه الحية في تحقيق شعبية هائلة. ومن خلال هذا النجاح والتقدم، تمكن من السيطرة على مبيعات الألبومات المتخصصة في الموسيقى الريفية، كما عمل أيضًا في ساحة عروض البوب الرئيسة مما أتاح له عرض الموسيقى الريفية على جمهورٍ أكبر.
تمتع بروكس بحياة مهنية كانت هي الأكثر نجاحًا في تاريخ الموسيقى الشعبية، حيث حطم أرقامًا قياسية في كل المبيعات وحضور الحفلات خلال التسعينيات من القرن العشرين. ومازالت مبيعات ألبومات غارث بروكس جيدة طبقًا لساوندسكان نيلسن، فمبيعات ألبوماته خلال أكتوبر 2011 كانت 68561000 وحدة، الأمر الذي يجعل ألبوماته من أفضل الألبومات مبيعًا في الولايات المتحدة في تاريخ ساوندسكان (منذ 1991)، وهو اللقب الذي يحمله منذ 1991 حيث يتفوق بمقدار 5 ملايين نسخة على منافسه الأقرب، وهو فريق البيتلز. علاوةً على ذلك، طبقًا لاتحاد صناعة التسجيلات في أمريكا (RIAA) فهو ثاني أفضل فنان مبيعًا للألبومات المنفردة في الولايات المتحدة على الإطلاق بعد إلفيس بريسلي (الثالث إجمالاً بعد البيتلز وإلفيس بريسلي)، بمبيعات 128 مليون وحدة. نشر بروكس ستة ألبومات وصلت للمركز الماسي في الولايات المتحدة، وهذه الألبومات هي: غارث بروكس (Garth Brooks) (المركز البلاتيني)، ونو فينسيس (No Fences) (المركز البلاتيني)، وروبين ذا ويند (Ropin' the Wind) (المركز البلاتيني)، وذا هيتس (The Hits)، وسيفنز (Sevens)، ودبل لايف (Double Live). ومنذ 1989، أصدر بروكس 19 تسجيلاً، تتضمن: 9 ألبومات استوديو، وألبومًا واحدًا لحفلة حية، و4 ألبومات تجميعية، و3 ألبومات لأعياد الميلاد، ومجموعتين من الشرائط، جنبًا إلى جنب مع 77 أغنية منفردة. وقد فاز بالعديد من الجوائز المهمة في حياته المهنية، حيث فاز بجائزتي غرامي، و17 من جوائز الموسيقى الأمريكية (منها «فنان التسعينيات») وجائزة اتحاد صناعة التسجيلات في أمريكا كأفضل فنان مبيعًا للألبومات المنفردة للقرن في الولايات المتحدة. ومن 2010، تعدت مبيعات بروكس العالمية الآن أكثر من 190 مليون ألبوم وأغنية منفردة وأغنية مصورة.
بسبب الخلافات بين المهنة والعائلة، تقاعد بروكس رسميًا عن التسجيل والأداء من 2001 حتى 2009. وخلال تلك الفترة باع ملايين الألبومات خلال صفقة توزيع حصرية مع وول مارت وقام بإصدار أغانٍ منفردة جديدة بشكلٍ متقطع. وفي 2005، بدأ بروكس بعودة جزئية، وقدم منذ ذلك الوقت عددًا من العروض وأصدر ألبومين مُجمّعين.
وفي 15 أكتوبر 2009، أعلن بروكس نهاية تقاعده. وفي ديسمبر 2009، بدأ صفقة حفلة لخمس سنوات مع فندق وكازينو إنكور على قطاع لاس فيغاس. وفي 6 مارس 2012، تم الإعلان عن أن بروكس سوف يُدخل إلى قاعة مشاهير الموسيقى الريفية.

## كتابات أخرى
- Feiler، Bruce S. (1998)، Dreaming Out Loud: Garth Brooks, Wynonna Judd, Wade Hayes, and the Changing Face of Nashville، HarperCollins، ISBN:978-0-380-97578-5، مؤرشف من الأصل في 2022-04-07
- McCall، Michael (1991)، Garth Brooks: A Biography، Bantam Books، ISBN:978-0-553-29823-9
- Mitchell، Rick (1993)، Garth Brooks:One of a Kind, Workin' on a Full House، Simon & Schuster، ISBN:978-0-671-79688-4
- Morris، Ed (1993)، Garth Brooks: Platinum Cowboy، St. Martin's Press، ISBN:978-0-312-08788-3
- O'Meilia، Matt (1997)، Garth Brooks: The Road Out of Santa Fe، University of Oklahoma Press، ISBN:978-0-585-14880-9
- Sgammato، Jo (2000)، American Thunder: The Garth Brooks Story، Random House Publishing Group، ISBN:[[Special:BookSources/978034539505 |978034539505 [[تصنيف:مقالات ذات أرقام كتب دولية غير صالحة]]]] {{استشهاد}}: تأكد من صحة |isbn= القيمة: حرف غير صالح (مساعدة)
- Smedley، Jenny (2006)، Souls Don't Lie، O Books Publishing، ISBN:978-1-905047-83-3

## وصلات خارجية
- الموقع الرسمي
- Teammates for Kids Foundation official website
- غارث بروكس على موقع IMDb (الإنجليزية)
- غارث بروكس على موقع ميتاكريتيك (الإنجليزية)
- غارث بروكس على موقع الموسوعة البريطانية (الإنجليزية)
- غارث بروكس على موقع روتن توميتوز (الإنجليزية)
- غارث بروكس على موقع ألو سيني (الفرنسية)
- غارث بروكس على موقع ميوزك برينز (الإنجليزية)
- غارث بروكس على موقع رولينغ ستون (الإنجليزية)
- غارث بروكس على موقع أول موفي (الإنجليزية)
- غارث بروكس على موقع إن إن دي بي (الإنجليزية)
- غارث بروكس على موقع أول ميوزيك (الإنجليزية)